# اتامبوتول
اتامبوتول (به انگلیسی: Ethambutol)
- نام تجارتی : Myambutol
- طبقه بندی درمانی: داروهای ضد سل
- طبقه بندی فارماکولوژیک: ضد سل نیمه صناعی
- شکل دارویی: قرص ۴۰۰ میلی گرمی

## مکانیسم اثر
اتامبوتول با مهار تولید آرابینوگالاکتان موجب اختلال در تشکیل دیواره سلولی مایکوباکتریوم‌ها می‌گردد. 

## کاربرد بالینی
تنها کاربرد بالینی این دارو در درمان سل می‌باشد. اتامبوتول همیشه همراه با سایر داروها تجویز می‌شود.

## طریقه مصرف
اتامبوتول به عنوان داروی کمکی در درمان سل ریوی، در بالغین و کودکان بالای ۱۲ سال بدین صورت مورد استفاده قرار می‌گیرد:
در بیمارانی که قبلاً داروی ضد سل دریافت نکرده‌اند، روزانه ۱۵ میلی گرم به ازای هر کیلوگرم وزن بدن، به صورت PO (خوراکی)، یک بار در روز و در بیمارانی که قبلاً هم داروی ضد سل دریافت کرده‌اند، روزانه ۲۵ میلی گرم به ازای هر کیلوگرم وزن بدن، به صورت PO، یک بار در روز، برای مدت دوماه به همراه یک داروی ضد سل دیگر تجویز می‌شود.

## عوارض جانبی
مهمترین و شایعترین عوارض اتامبوتول، اختلالات بینایی می‌باشد. این اختلالات شامل: کاهش میدان بینایی (کاهش VA)، نوریت اپتیک، کوررنگی قرمز-سبز و رتینوپاتی می‌باشند. اغلب اختلالات بینایی ناشی از اتامبوتول با قطع دارو از بین می‌روند.
سایر عوارض جانبی این دارو عبارتند از :
سردرد، سرگیجه، بی اشتهایی، تهوع، استفراغ، اختلال عملکرد کبد

## نکات دیگر
- استفاده از این دارو به تنهایی سریعاً منجر به ایجاد مقاومت دارویی می‌گردد. به همین دلیل به عنوان داروی کمکی و به همراه سایر داروهای ضد سل مورد استفاده قرار می‌گیرد.
- جذب خوراکی اتامبوتول خوب بوده و در اغلب بافتهای بدن از جمله در CNS انتشار می‌یابد.
- درصد قابل توجهی از دارو به صورت تغییرنیافته از راه ادرار دفع می‌گردد. بنابراین در نارسایی کلیه دوز دارو باید کاهش داده شود.
- این دارو در کنار ایزونیازید و ریفامپین به کار می رود.